# Birkerød
Birkerød er en by i Nordsjælland med 20.976 indbyggere  (2025). Birkerød er den største bymæssige bebyggelse i Rudersdal Kommune, Region Hovedstaden, og var før 2007 hovedbebyggelsen i Birkerød Kommune.
Byområdet består af bydelene Birkerød, Ebberød, Kajerød og Bistrup, der er vokset sammen. Byen rummer Birkerød Kirke (der er hovedkirke for Birkerød Sogn) og Bistrup Kirke (der er kirke for Bistrup Sogn).

## Etymologi
Birkerød stammer fra middelalderen. Navnet kendes i hvert fald fra Esrumbogen 9. oktober 1307. Endelsen -rød (fra gammeldansk ruth/ryth) fortæller, at bebyggelsen er opstået ved rydning.
Forleddet birk kommer fra træsorten.

## Historie
I 1682 bestod landsbyen af 5 gårde, 2 huse med jord og 21 huse uden jord. Det samlede dyrkede land udgjorde 118,3 tønder land skyldsat til 26,44 tønder hartkorn. Dyrkningsformen var trevangsbrug.
I 1864 anlagdes Nordbanen med station ved Birkerød. Følgen var en stærk byudvikling, som yderligere blev fremmet ved 2 teglværker umiddelbart ved byen. Byens udvikling blev stærkt præget af oprettelsen af den senere Birkerød Statsskole i 1868 og af Ebberødgård 1894,  som gradvis blev udvidet og på sit højdepunkt i 1950'erne havde over 1000 beboere og over 1000 ansatte. 
Allerede i 1901 bestod Birkerød af 163 gårde og huse med 1.283 indbyggere, i 1906 188 gårde og huse med 1.481 indbyggere, i 1911 137 gårde og huse med 1.504 indbyggere,, i 1916 288 gårde og huse med 1.845 indbyggere, i 1921 343 gårde og huse med 2.125 indbyggere,, i 1925 3.222 indbyggere, i 1930 823 husstande med 3.392 indbyggere, i 1935 972 husstande med 3.624 indbyggere (byen regnedes nu som forstad til Storkøbenhavn), i 1940 1.163 husstande med 4.068 indbyggere. Fra 1945 regnedes hele kommunen som bymæssigt bebygget. Udbygningen af kommunen fortsatte i efterkrigsårene fra godt 8000 indbyggere i 1945, over knap 15.000 i 1960 til de godt 20.000 i 1970.

## Infrastruktur og transport
Fra Birkerød Station afgår S-togslinje A. Desuden afgår buslinjerne 196 197 198 199 og 500S også herfra. I 2022 havde stationen i gennemsnit 3.113 rejsende om dagen.
Birkerød Vandforsynings vandtårn blev opført i 1961 og har en kapacitet på 2.000 m³.

## Erhverv
Erhvervsbyen huser mange små og mellemstore virksomheder, bl.a. Beredskabsstyrelsen, Styrelsen for Forsyningssikkerhed og en Norfors-genbrugsstation. 
Detailhandel i byen er centreret omkring Hovedgaden, der er en gågade med en række dagligvare- og specialbutikker og flere sushirestauranter. På Birkerød  Kongevej er der en del bilforhandlere, en McDonald's og et Silvan-byggemarked.

## Uddannelse
Birkerød Gymnasium, HF, IB & Kostskole blev grundlagt i 1868 af Johan Mantzius som en privat drengeskole. Den er siden blev udvidet og tilbyder i dag almen studentereksamen (STX), toårig hf-eksamen (Hf) og den internationale International Baccalaureate (IB) samt en kostskole. Man har også etableret Birkerød Sportscollege i samarbejde med byens fodboldklub. Sammenlagt går der omkring 1000 elever på skolen, hvoraf omkring 75 er indskrevet på kostskolen. 
Byen har fire almindelige folkeskoler (Birkerød Skole (1975), Bistrupskolen (1953)  Sjælsøskolen (1974) og Toftevangskolen (1962) samt privatskolen Birkerød Privatskole (1920)). 

## Kultur
Birkerød Kirke stammer fra 1200-tallet, og den rummer en række kalkmalerier fra middelalderen.
Kulturcentret Mantzius har koncerter og optræden flere gange om ugen året rundt. Birkerød Bio har to sale og er blevet premierebiograf.
Birkerød Lokalhistoriske Arkiv og Museum har historie, fotografier og lignende om byen og lokalområdet.

### Sport
Byen har samlet en del sportsfaciliteter mellem Bistrupvej, Søndervangen og Havestien, hvor der er et stort græsareal med fodboldbaner, skaterpark, Birkerød Idrætscenter samt Birkerød Svømmehal.
Fodboldklubben  I.F. Skjold Birkerød er blandt Sjællands største. Svømmeklubben Sigma Nordsjælland er etableret sammen med Allerød og blandt de mest vindende i landet. Desuden findes den store Birkerød Tennis og Squashklub. Furesø Golfklub, der også ligger i byen, har ca. 1.500 medlemmer og både en 9- og 18-hullers bane.

### Søsterbyer
| - - Garðabær, Island - - Tórshavn, Færøerne |